# Lara Stock
Lara Antonia Sofie Stock (ur. 26 maja 1992 we Fryburgu Bryzgowijskim) – chorwacka szachistka posiadająca również obywatelstwo niemieckie, arcymistrzyni od 2008 roku.

## Kariera szachowa
W szachy gra od 6. roku życia. Od początku kariery współpracowała z arcymistrzami Philippem Schlosserem i Ognjenem Cvitanem. Na arenie międzynarodowej pojawiła się w 2001 r., reprezentując Niemcy na rozegranych w Oropesa del Mar mistrzostwach świata juniorek do 10 lat (na których podzieliła 9-17.miejsce). W następnym roku nie została wytypowana przez Niemiecką Federację Szachową do startu w kolejnych mistrzostwach świata juniorek, co spowodowało konflikt pomiędzy federacją i jej rodzicami, w wyniku którego w turniejach międzynarodowych zaczęła startować pod flagą Chorwacji (matka Lary Stock jest Chorwatką, a ojciec – Niemcem). Dzięki temu w 2002 r. uczestniczyła w rozegranych w Heraklionie mistrzostwach świata w kategorii do lat 10, zdobywając złoty medal. W 2003 r. zajęła II m. w otwartych mistrzostwach Azji juniorów do lat 14 w Dubaju. Kolejny sukces odniosła w 2004 r. w Ürgüpie, gdzie zdobyła tytuł mistrzyni Europy do 12 lat. Normy na tytuł arcymistrzyni wypełniła w latach 2005 (w Biel), 2006 (w Dubaju) oraz 2007 (w Trieście, gdzie pokonała dwóch arcymistrzów – Duško Pavasovicia oraz Sinišę Dražicia – i była blisko wypełnienia normy na męski tytuł arcymistrza). W 2006 r. zadebiutowała w narodowej drużynie na rozegranej w Turynie szachowej olimpiadzie, uzyskując na II szachownicy 7½ pkt w 12 partiach.
Najwyższy ranking w dotychczasowej karierze osiągnęła 1 stycznia 2008 r., z wynikiem 2346 punktów zajmowała wówczas 1. miejsce wśród chorwackich szachistek, jednocześnie zajmując 14. miejsce na światowej liście juniorek.